# Huaycán
Huaycán ist eine Stadt in der Provinz Lima, Peru, im Distrikt Ate, etwa 16,5 Kilometer östlich der peruanischen Hauptstadt Lima. In Huaycán leben über 160.000 Einwohner.

## Wirtschaft
Der Parque Industrial de Huaycán (gegründet 1998) konzentriert die produktive Entwicklung der bedeutenden Wirtschaftssektoren Metallmechanik, Holz, Textil, Schuhe und Handwerk.

## Sehenswürdigkeiten
- Archäologische Fundstätte Huaycán de Pariachi,[4] prähispanisches archäologisches Zentrum
- Die Kathedrale San Andrés de Huaycán wurde in den 1990er Jahren gegründet und befindet sich im heutigen Zentrum von Huaycán. Sie ist der Titularsitz des Bischofs des Bistums Chosica.